# Catalina Sastre Simonet
Catalina Sastre Simonet (Alaró, 1930 - Palma, 2022) fou una cantant mallorquina, coneguda també com Ina Sassi o la Gilda mallorquina.
Va començar la seva carrera com a cantant als 16 anys, com a vocalista a dues orquestres, Los Trashumantes i Bolero. Actuant amb aquestes orquestres, es va començar a conèixer el seu nom i se l'anomenava també Ina Sassi o la Gilda mallorquina.
Els gèneres que més tocaven eren el tango, el bolero i el pasdoble. De fet, es va relacionar amb figures de la música d'aquests gèneres, con Antonio Machín.
A la dècada del 1960, actuant en alguna de les sales més conegudes de Mallorca, com Trébol o Tito's, va conèixer el seu marit Rafael Llompart, futbolista de l'Atlètic Balears. Anys més tard, degut a la mort de la seva mare, es va retirar de la música i va decidir dedicar-se només a la cura de la seva família. El 1991 va realitzar la seva darrera actuació en directe.